# HTC Galaxy
HTC Galaxy（研發代號），是台灣宏達電公司所推出的全球第一支內建GPS的Wi-Fi PDA，2005年12月於歐洲首度發表。已知客製版本Qtek G100，Dopod P100，i-mate PDA-N，Pharos Traveler GPS 525，CyberBank POZ G300。

## 技術規格
- 處理器：Samsung SC32442X33 300Mhz
- 作業系統：Windows Mobile 5.0 for Pocket PC Edition
- 記憶體：ROM：128MB，RAM：64MB
- 尺寸：109.7 毫米 X 59.4 毫米 X 17.6 毫米
- 重量：126g（含電池）
- 螢幕：QVGA 解析度、2.8 吋 TFT-LCD 平面式觸控感應螢幕
- GPS：SiRF Star III
- 藍牙：Bluetooth 1.2
- 電池：1100mAh充電式鋰或鋰聚合物電池

## 外部連結
- HTC（页面存档备份，存于）
- Qtek
- Dopod